# 横須賀城
横須賀城（よこすかじょう）は、遠江国城東郡横須賀（静岡県掛川市西大渕）に戦国時代から江戸時代にあった日本の城（平城）。国の史跡。

## 概要

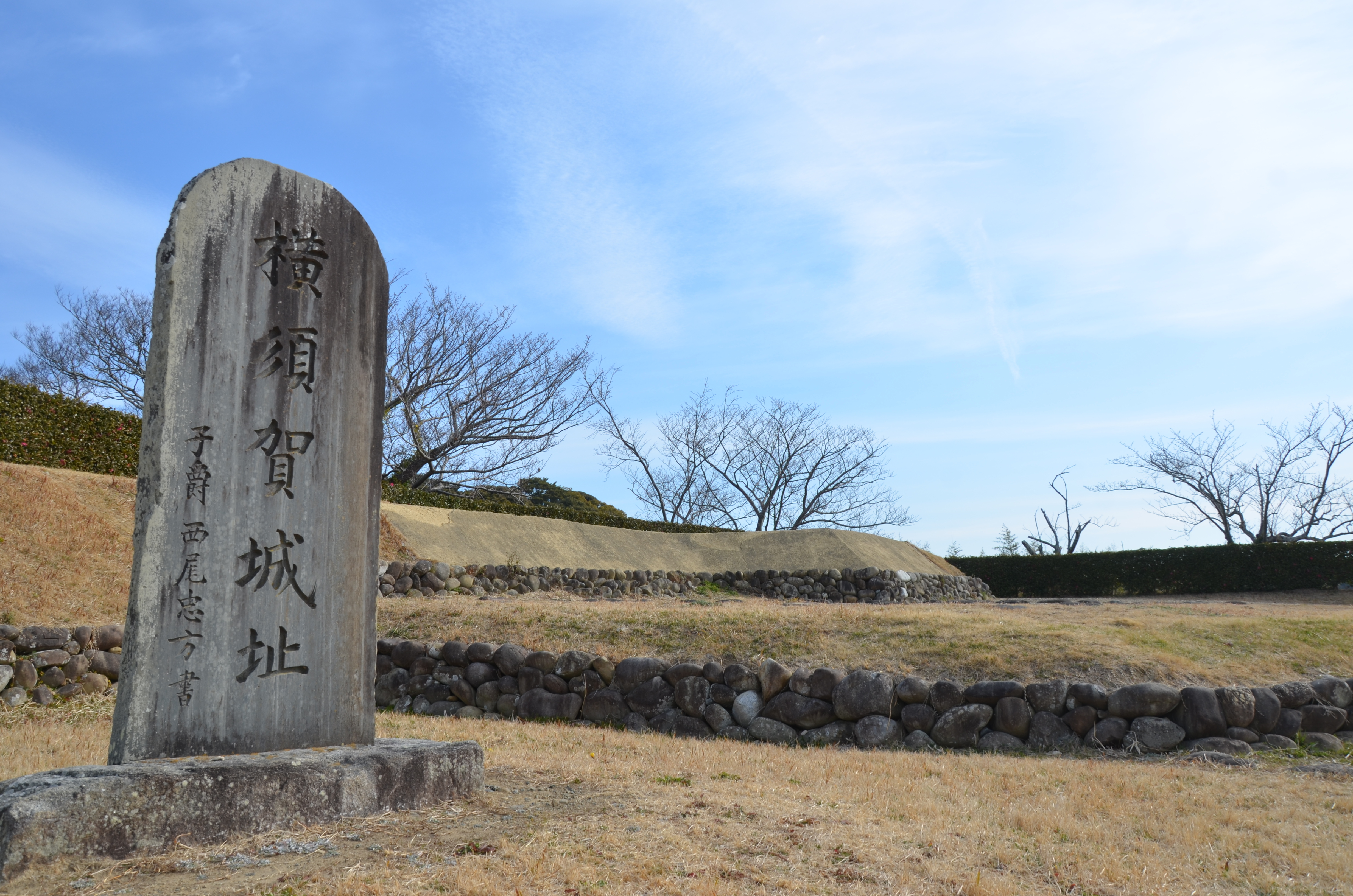
西尾忠方の書による『横須賀城址』の碑

天正6年（1578年）、武田家の高天神城を締め付ける付城群の中核として、徳川家康が大須賀康高に命じて築いた城郭である。大須賀家2代の後、渡瀬家1代、有馬家1代、その後、再び大須賀家2代となるが除封され、能見（松平）家2代、井上家2代、本多家1代とめまぐるしく藩主が代わり、西尾忠成が2万5千石で入封し、以後7代をもって明治維新を迎える。
西尾家歴代の藩主のなかで忠尚は名君の誉れ高く、若年寄を務め5千石加増され、都合3万5千石になり、老中も務めている。

## 城郭の特徴
横須賀城の特徴は他に類を見ない、天竜川より運ばれた玉石垣を用いた築城法である。天守閣は三層四階、または四層四階であった。宝永地震のため湊が隆起してしまい、用水路を作ってしのいだ。

## 遺構

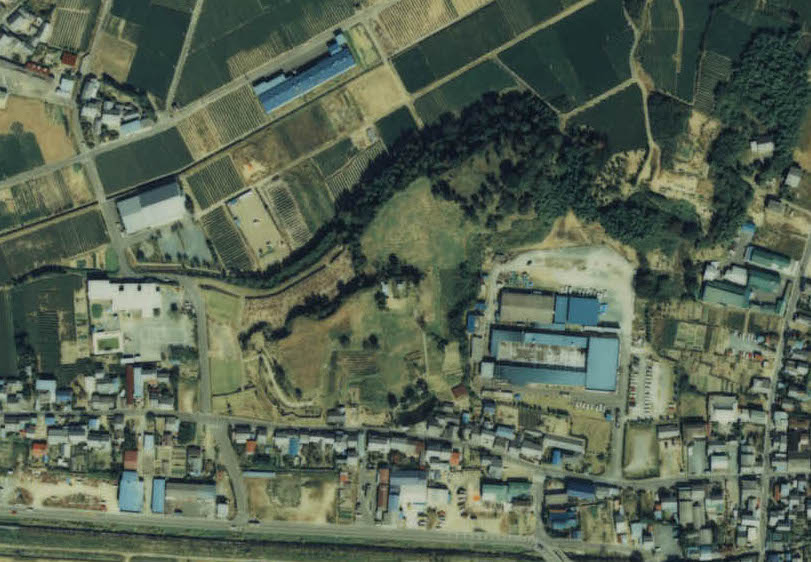
横須賀城跡公園の航空写真（1988年）。

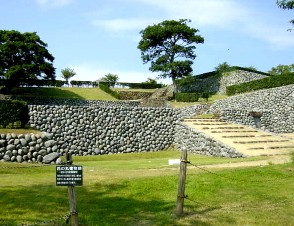
横須賀城の玉石積み

石垣、堀、土塁などが残り、現在公園として整備されている。国の史跡に指定されている。また、不開門が城跡の北西にある撰要寺に、町番所が市役所大須賀支所北側に、それぞれ移築され現存している。これらのうち、横須賀城のしゃち瓦と鬼瓦は、掛川市文化財に指定されており、恩高寺に残されている。。このほか、袋井市の油山寺には旧御殿の一部が移築されている。

## 歴代城主
1. 大須賀康高（1580年 - 1588年）
2. 大須賀忠政（1588年 - 1590年）
3. 渡瀬繁詮（1590年 - 1595年）
4. 有馬豊氏（1595年 - 1600年）
5. 大須賀忠政（1601年 - 1607年）
6. 大須賀忠次（1607年 - 1615年）
7. 徳川頼宣（1615年 - 1619年）
8. 松平重勝（1619年 - 1620年）
9. 松平重忠（1621年 - 1622年）
10. 井上正就（1622年 - 1628年）
11. 井上正利（1628年 - 1645年）
12. 本多利長（1645年 - 1682年）
13. 西尾忠成（1682年 - 1713年）
14. 西尾忠尚（1713年 - 1760年）
15. 西尾忠需（1760年 - 1782年）
16. 西尾忠移（1782年 - 1801年）
17. 西尾忠善（1801年 - 1829年）
18. 西尾忠固（1829年 - 1843年）
19. 西尾忠受（1843年 - 1861年）
20. 西尾忠篤（1861年 - 1868年）

この節出典：